# Saillans (Drôme)
Saillans è un comune francese di 1 125 abitanti situato nel dipartimento della Drôme della regione dell'Alvernia-Rodano-Alpi. Il 1 gennaio 2025 ha incorporato il precedente comune di Véronne.

## Società

### Evoluzione demografica
Abitanti censiti